# Чаронда
Ча́ронда — село в Кирилловском районе Вологодской области. Входит в состав Чарозерского сельского поселения, с точки зрения административно-территориального деления — в Печенгский сельсовет.

## География
Село Чаронда находится на севере Вологодской области (недалеко от административной границы с Архангельской областью) на побережье озера Воже. Является единственным населённым пунктом на западном берегу озера. С запада село отделено от внешнего мира полосой непроходимых болот, которые можно преодолеть только на сверхпроходимых снегоболотоходах. С востока к селу можно попасть по озеру. Летом на лодке, зимой на снегоходе.

## История
Поселение Чаронда возникло в XIII веке на Беломоро-Онежском водном пути в Новгородской республике. В середине XV века село принадлежало Есипу Окишеву. В 1474 году оно было пожаловано Кирилло-Белозерскому монастырю.
В 1566 году при Иване IV Чаронда перешла в опричнину. После смерти Ивана IV Фёдор Иоаннович закрепил её за Дмитрием Годуновым. В это время Чаронда стала крупным торговым центром края, приказчиком Годунова там был построен большой Гостиный двор. В XVII веке Чарондская округа являлась самостоятельной областью с воеводой и приказным аппаратом. При Василии Шуйском правительство передало Чаронду племяннику царя, М. В. Скопину-Шуйскому. После установления войсками Лжедмитрия II контроля над северными уездами, Чаронда перешла во владение казачьего атамана Ивана Заруцкого. В 1610-е годы, во времена окончания Смуты, Чарондская округа была разорена. Предположительно, в то же время был уничтожен Гостиный двор.

В середине 1620-х годов Чаронда и округа начали оправляться от разорения, начала расти численность населения. В конце XVII — начале XVIII века Чарондская округа была передана в дворцовое ведомство. В 1708 году Чаронда стала городом и с окружающими землями вошла в состав Архангелогородской губернии. В 1719 году Чарондский дистрикт был передан из Архангелогородской губернии в Санкт-Петербургскую губернию, где вошёл в состав Белозерской провинции. В 1727 году Чарондский уезд в составе Белозерской провинции отошёл к Новгородской губернии.
 В 1775—1776 годах Чаронда потеряла статус города. В 1776 году, уже как село, Чаронда была включена в состав Кирилловского уезда Новгородской губернии и находилась в его составе до 1918 года, исключая краткий период с 1798 года по 1802 год, когда она относилась к Белозерскому уезду. В 1828 году в Печенгской волости была построена каменная Чарондская Иоанно-Златоустовская церковь с колокольней, имевшая три престола.
В 1918 году Тихвинский, Белозерский, Кирилловский и Череповецкий уезды Новгородской губернии отделили от Новгородской губернии, включив в состав самостоятельной Череповецкой губернии. С 1927 по 1931 год Чарондский сельский совет входил в состав Петропавловского района Череповецкого округа Ленинградской области. В 1931 году село Петропавловское было переименовано в Чарозеро, соответственно, название района также было изменено на Чарозерский. Население Чарондского сельсовета составляло 664 человека. В 1937 году Чарозерский район вошёл в состав Вологодской области. В 1955 году Чарозерский район был ликвидирован, а Чарондский сельсовет вошёл в состав Кирилловского района. 17 декабря 1970 года решением Вологодского облисполкома Чарозерский сельсовет был упразднён, а его территория перешла Печенгскому сельсовету. С 2006 года Чаронда входит в состав Чарозерского сельского поселения.

## Достопримечательности
В 1826 году построена церковь Иоанна Златоуста.

## Население
- XVII век — более 1700 дворов, около 11 тысяч человек (в округе).
- 1646 год — более 14 тысяч человек (в округе).
- 1921 год — 70 жилых домов и 450 человек.
- 2002 год (перепись) — 5 человек[5].
- 2007 год — 8 человек.
- 2015 год — умер последний житель (Першаков Алексей Александрович)

## Этимология
По одной версии Чаронда означает «берег, поросший мхом», от саамского «чарра» — поросшая мхом тундра, «чарва» — наст, плотный снег, «рында» — берег. По другой версии название произошло от вепсского «черендак» — злой дух и «ciranda» — шипеть или ненецкого сэрома — «обледенение», «обледеневшая корка на снегу».